# 원버스
원버스(元―)는 서울특별시 서대문구의 전환 시내버스 회사이다. 본사는 서울특별시 은평구 수색로24길 19 (수색동)에 위치하며, 은평구 수색동 은평공영차고지를 본점으로 두고 있다. 계열사로는 인천광역시의 시내버스 회사인 천지교통, 청룡교통, 남양주시의 마을버스 회사인 천지교통 등이 있다.

## 연혁
아래는 원버스의 연혁이다.

### 2004년 서울시내버스 개편 이전
- 1995년 11월 2일: 서대문구 봉원동 51-4에서 자본금 5000만원으로 마을버스 업체인 봉원교통(奉元交通)으로 설립.
- 2004년 6월 22일: 자본금을 112,500,000원으로 증액.

### 2004년 서울시내버스 개편 이후
- 2004년 7월 1일: 서울시내버스 개편과 함께 서대문구 마을버스 업체 가좌교통(加佐交通), 은평구 마을버스 업체 영운운수(永雲運輸)와 합병하여[2] 마을버스에서 시내 지선버스 업체로 전환
- 2004년 8월 20일: 서대문구 북가좌동 383-24에 가좌영업소, 서대문구 봉원동 51-3에 봉원영업소, 은평구 응암동 242-380에 영운영업소 각각 설치.
- 2005년 8월 10일: 7736번을 7024번에 통합하여 지하 신촌역 - 봉원사 - 서울역 서부역 구간을 운행
- 2005년: 7740번을 영운운수에 이관 및 마을버스로 형간전환 및 은평05번으로 번호 변경, 영운영업소 폐지.
- 2005년 11월 16일: 금천구 면허의 전환 시내버스 회사인 대운교통[3]을 흡수합병하였다.[4]
- 2005년 12월 27일: 사명을 봉원교통에서 원버스로 변경.
- 2006년 7월 24일: 강서영업소를 양천구 신정동 827로 이전.
- 2007년 4월 23일: 6655번을 대운교통으로 이관 및 마을버스로 형간전환 및 강서05번으로 번호 변경, 7738번을 북가좌삼거리 - 서대문종합사회복지관 구간을 단축 및 북가좌삼거리 - 은평차고지 구간 연장
- 2007년 5월 1일: 강서영업소 폐지.
- 2008년 3월 20일: 소화아동병원 앞 U턴 구간이 폐지되면서 7024번 회차 경로를 서소문 - 지하 서울역 - 숙대입구역 - 서울역 서부역으로 변경[5]
- 2009년 3월 13일: 봉원영업소를 은평구 수색동 414-1로 이전.
- 2009년 6월 20일: 7739번을 7738번에 통합하고 7737번 노선 홍대입구역 구간을 일부 조정[6]
- 2009년 12월 10일: 본점을 서대문구 북가좌동 383-25로 이전.
- 2010년 1월 8일: 7024번 운행방식 변경 및 회차 경로를 숙대입구역에서 남영역으로 연장
- 2011년 2월 8일: 7737번이 디지털미디어시티역까지 연장
- 2011년 9월 4일: 7737번이 은평차고지까지 연장
- 2012년 3월 16일: 7739번이 재개통되었다.
- 2013년 3월 19일: 7024번 회차경로를 남영역에서 서울역환승센터로 단축, 7739번이 연가교 - 홍제역 구간 단축 및 연가교 - 성산로 - 이대부고 구간 연장
- 2013년 3월 31일: 본점을 현 위치인 서울특별시 은평구 수색로24길 19 (수색동, 은평공영차고지)로 이전.
- 2013년 9월 26일: 7739번이 연가교 - 성산로 - 이대부고 구간 단축 및 연가교 - 홍남교 - 연희삼거리 - 홍대입구역 구간 연장

## 운행 노선
2023년 5월 25일 기준이다.
| 운행노선 | 운행노선       | 운행노선 | 운행노선         | 배차간격 (분) | 인가 대수 | 비고                                                                                             |
| -------- | -------------- | -------- | ---------------- | ------------- | --------- | ------------------------------------------------------------------------------------------------ |
| 7024번   | 봉원사         | ↔        | 서울역           | 13~22         | 5         | 구 서대문마을 8-1번. 봉원동 → 서울역 → 봉원동 → 신촌 → 봉원동 순으로 운행됨.                     |
| 7737번   | 파크빌아파트   | ↔        | 은평공영차고지   | 8~16          | 14        | 구 서대문마을 8번                                                                                |
| 7738번   | 은평공영차고지 | ↔        | 홍제역           | 7~10          | 13        | 구 서대문마을 20번                                                                               |
| 7739번   | 은평공영차고지 | ↔        | 서교가든         | 12~15         | 8         | 구 서대문마을 21번 변경                                                                          |
| 8777번   | 난지캠핑장     | ↔        | 월드컵경기장남측 | 25~45         | 0         | 2023년 10월 28일 운행 시작. 주말에만 운행. 7737번 차량으로 운행. 보광교통과 공동배차로 운행한다. |

## 과거 운행 노선
| 운행노선 | 운행노선 | 운행노선 | 운행노선       | 비고                                                                                |
| -------- | -------- | -------- | -------------- | ----------------------------------------------------------------------------------- |
| 6655번   | 발산역   | ↔        | 강서면허시험장 | 구 강서마을 5번. 2007년 4월 마을버스 강서05번으로 형간전환과 함께 대운교통에 이관됨 |
| 7736번   | -        | -        | -              | 구 서대문마을 8-2번. 2005년 8월 10일 7024번과 노선 통합                             |
| 7740번   | 한증막   | ↔        | 한증막         | 구 은평마을 11번. 2005년 마을버스 은평05번으로 형간전환과 함께 영운운수로 이관됨    |

## 보유 차량

#### KGM커머셜
- KGM 스마트 110

#### 현대자동차
- 현대 그린시티
- 현대 뉴 슈퍼 에어로시티
- 현대 저상 뉴 슈퍼 에어로시티
- 현대 일렉시티

#### 하이거 버스
- 하이거 하이퍼스

## 사진

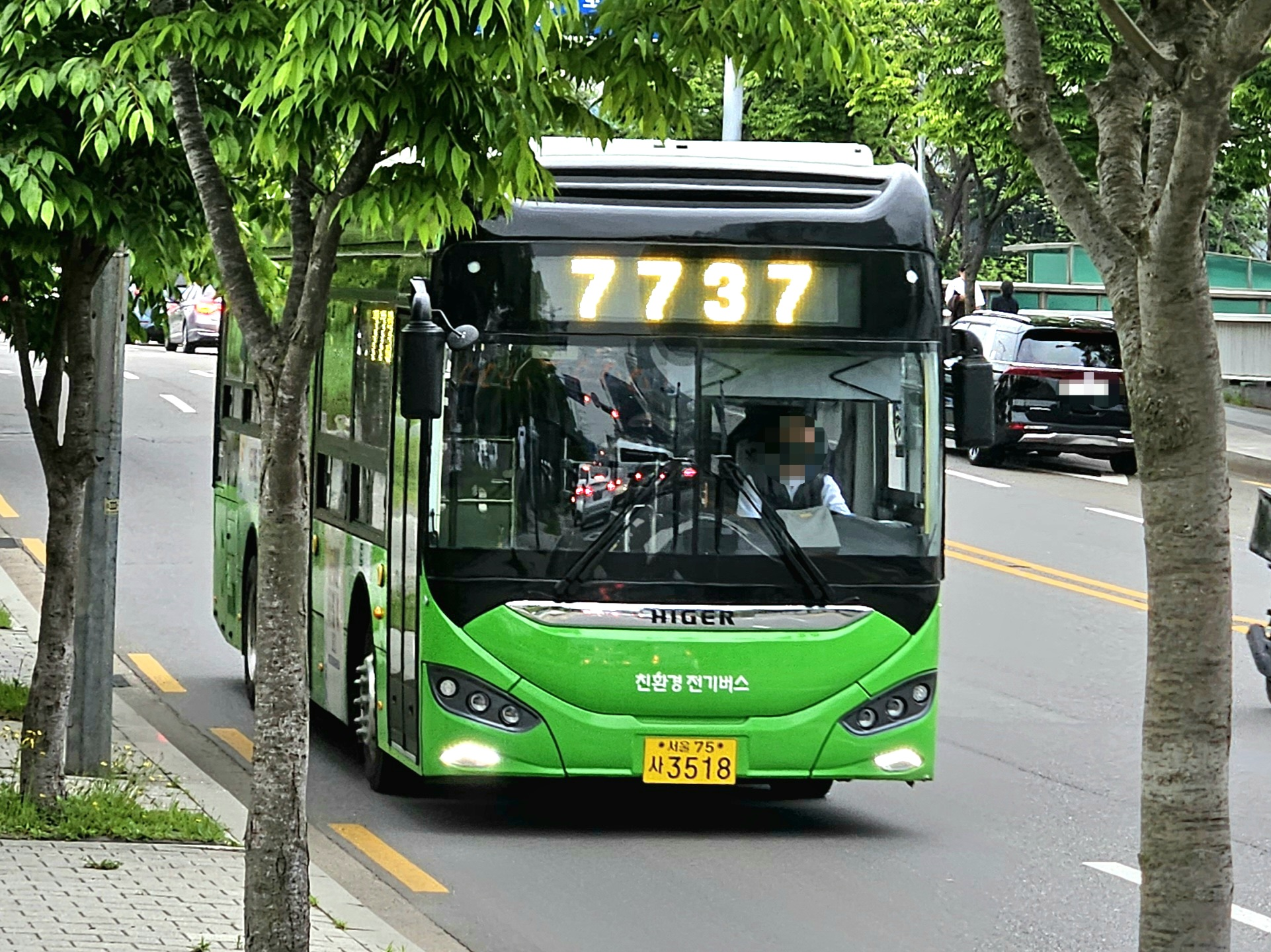
서울시내버스 7737번